# Blepharita albescens
Blepharita albescens är en fjärilsart som beskrevs av Achille Guenée 1852. Blepharita albescens ingår i släktet Blepharita och familjen nattflyn. Inga underarter finns listade i Catalogue of Life.